# Sparkasse Altenburger Land
Die Sparkasse Altenburger Land ist eine öffentlich-rechtliche Sparkasse mit Sitz in Altenburg in Thüringen. Ihr Geschäftsgebiet ist der Landkreis Altenburger Land.

## Organisationsstruktur

### Vorstand
Der Vorstand besteht aus zwei Mitgliedern. Ihm gehören an:
- Bernd Wannenwetsch, Vorsitzender
- Andreas Hohlfeld, Mitglied seit 1. April 2020

### Verwaltungsrat
Der Verwaltungsrat hat 13 Mitglieder. Ihm gehören an:
- Landrat Uwe Melzer, Vorsitzender, seit 1. Juli 2018
- Christoph Zippel, 1. Stellvertretender Vorsitzender
- Klaus Börngen, 2. Stellvertretender Vorsitzender

- Ines Franz
- Kerstin Fröhlich
- Torsten Fröhlich
- Annett Lippold
- André Neumann
- Thomas Nündel
- Uwe Rückert
- Wolfgang Scholz
- Marco Schütz
- Kathrin Stschepanjak

### Ehemalige Persönlichkeiten
- Hartmut Schubert, Verwaltungsratsmitglied bis 25. Oktober 2009[4]
- Thomas Wagner, Geschäftsführer des Sparkassen- und Giroverbandes Hessen-Thüringen, ehemaliger Vorsitzender bis zum 28. Februar 2013[5]
- Sieghardt Rydzewski, Verwaltungsratsvorsitzender bis 30. Juni 2012
- Michaele Sojka, Verwaltungsratsvorsitzende bis 30. Juni 2018

## Wirtschaftliche Entwicklung
Die Sparkasse Altenburger Land wies im Geschäftsjahr 2023 eine Bilanzsumme von 1,167 Mrd. Euro aus und verfügte über Kundeneinlagen von 1,002 Mrd. Euro. Gemäß der Sparkassenrangliste 2023 liegt sie nach Bilanzsumme auf Rang 306. Sie unterhält 13 Filialen/Selbstbedienungsstandorte und beschäftigt 176 Mitarbeiter.

## Sparkassen-Finanzgruppe
Die Sparkasse Altenburger Land ist Teil der Sparkassen-Finanzgruppe und gehört damit auch ihrem Haftungsverbund an. Er sichert den Bestand der Institute und sorgt dafür, dass sie auch im Fall der Insolvenz einzelner Sparkassen alle Verbindlichkeiten erfüllen können. Die Sparkasse vermittelt Bausparverträge der regionalen Landesbausparkasse, offene Investmentfonds der Deka und Versicherungen der SV SparkassenVersicherung. Im Bereich des Leasing arbeitet die Sparkasse Altenburger Land mit der  Deutschen Leasing zusammen. Die Funktion der Sparkassenzentralbank nimmt die Landesbank Hessen-Thüringen wahr.